# Chirwa (Niger)
Chirwa (auch: Chiroua) ist ein Dorf in der Stadtgemeinde Tanout in Niger.

## Geographie

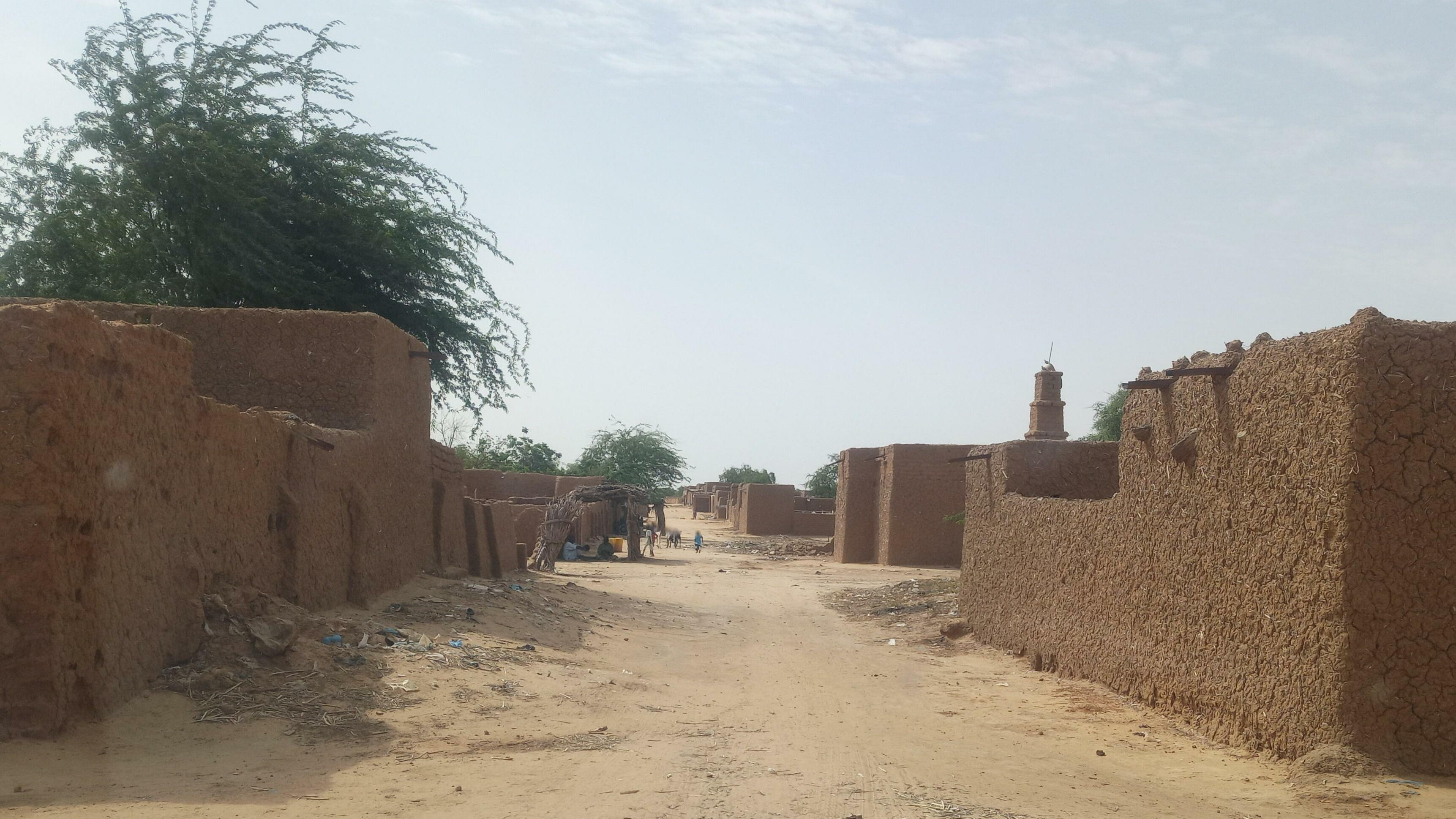
Ortszentrum von Chirwa (2023)

Das Dorf liegt am Rand der Landschaft Damergou. Es befindet sich rund 25 Kilometer südlich des urbanen Zentrums der Gemeinde Tanout, die zum gleichnamigen Departement Tanout in der Region Zinder gehört. Zu den Siedlungen in der näheren Umgebung von Chirwa zählen Dalli im Nordwesten, Djadjidouna im Nordosten, Bani Walki im Osten, Doubou Yindi im Südosten, Koulan Karki im Südwesten und Maja im Westen.
Chirwa ist Teil der Übergangszone zwischen Sahara und Sahel. Die durchschnittliche jährliche Niederschlagsmenge beträgt hier zwischen 200 und 300 mm. Der in einer Niederung gelegene Wald von Chirwa erstreckt sich über eine Fläche von 335 Hektar und steht unter Naturschutz.

## Bevölkerung
Bei der Volkszählung 2012 hatte Chirwa 2631 Einwohner, die in 452 Haushalten lebten. Bei der Volkszählung 2001 betrug die Einwohnerzahl 1360 in 267 Haushalten und bei der Volkszählung 1988 belief sich die Einwohnerzahl auf 1325 in 320 Haushalten.
In der Siedlung leben Angehörige der Ethnie der Beriberi. Es wird die Sprache Kanuri gesprochen. Die Bevölkerungsdichte in diesem Gebiet ist mit 10 bis 20 Einwohnern je Quadratkilometer relativ gering.

## Wirtschaft und Infrastruktur

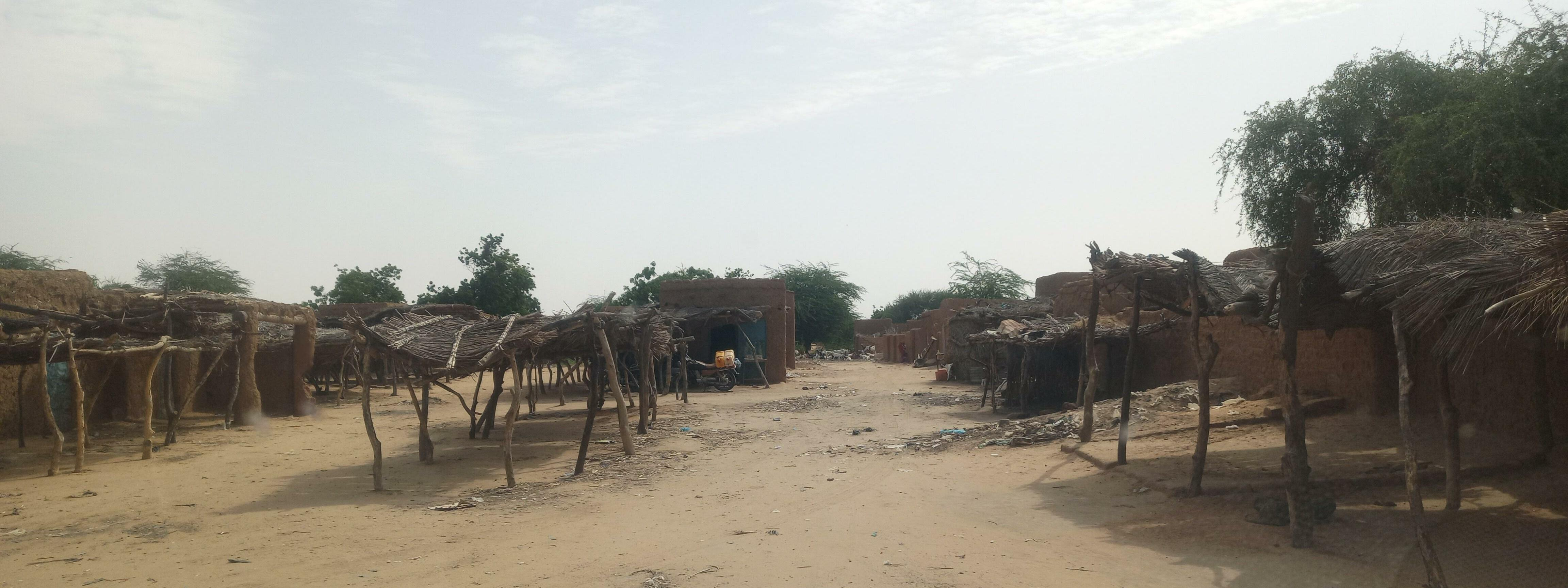
Marktplatz in Chirwa (2023)

Die Bevölkerung bestreitet ihren Lebensunterhalt hauptsächlich durch Ackerbau. Die Gegend ist ein Heimatgebiet transhumanter Wodaabe-Viehzüchter, die große Teile des Jahres mit ihren Herden anderswo unterwegs sind. Chirwa liegt in einem Gebiet des Übergangs zwischen der Naturweidewirtschaft des Nordens und dem Ackerbau des Südens, was zu Landnutzungskonflikten führt. Im Dorf wird ein Wochenmarkt abgehalten. Der Markttag ist Mittwoch. Mit einem Centre de Santé Intégré (CSI) ist ein Gesundheitszentrum vorhanden. Es gibt eine Schule.